# Ronde Island
Ronde Island ist eine zu Grenada gehörende 8,1 Quadratkilometer große, in Privatbesitz befindliche unbewohnte Insel der Kleinen Antillen in der Karibik zwischen Grenada und dem nördlich gelegenen St. Vincent.
Die Insel wurde im Oktober 2007 für 100.000.000 US-Dollar zum Verkauf angeboten, was sie zur gegenwärtig teuersten Insel der Welt macht.
Acht Kilometer westlich liegt der untermeerische aktive Vulkan Kick-’em-Jenny.